# Staatsuniversiteit van Jakoetsk

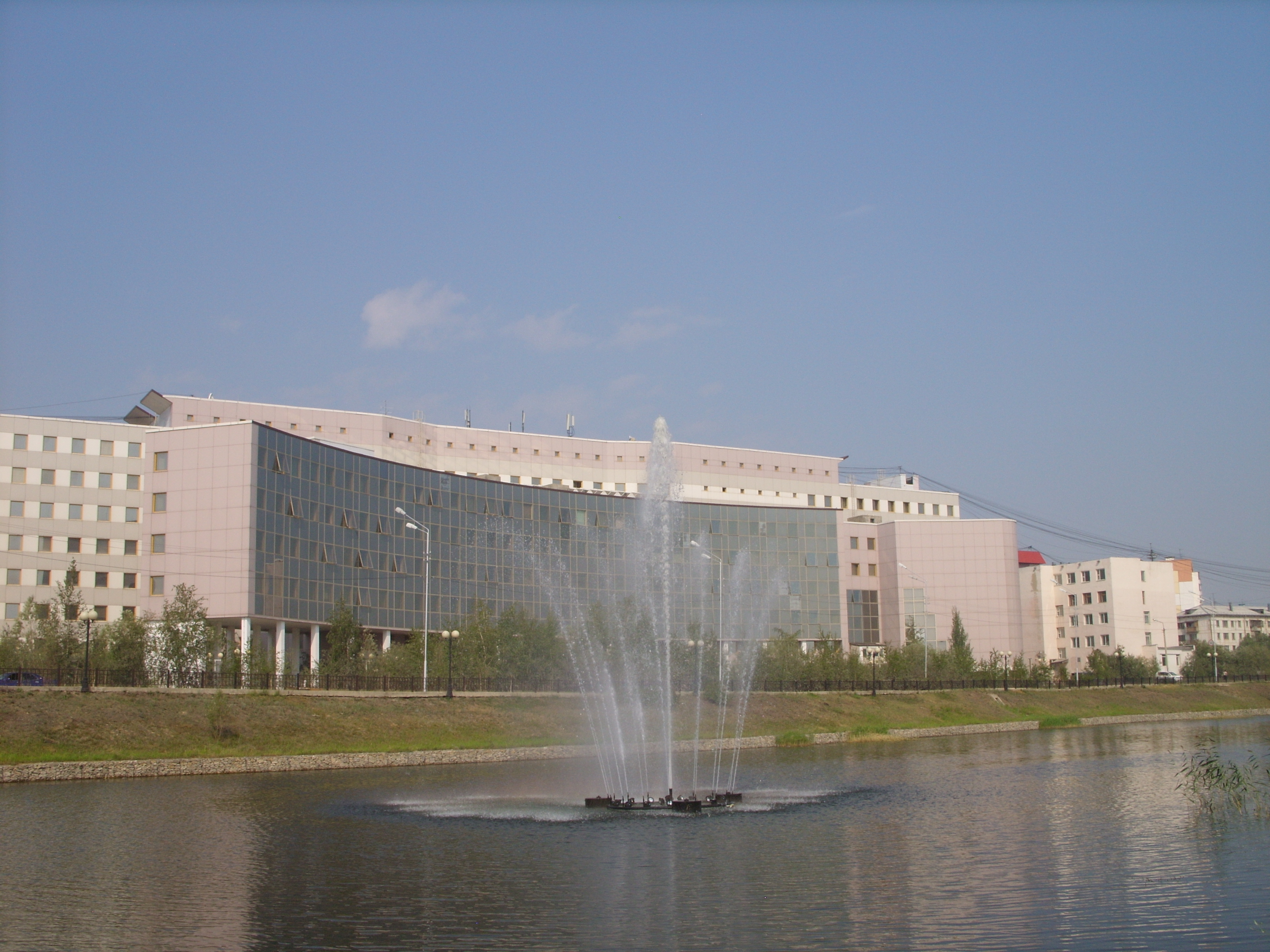
de faculteit der natuurwetenschappen

De Staatsuniversiteit van Jakoetsk (Russisch: Якутский государственный университет им. М.К.Аммосова; Jakoetski gosoedarstvenny oeniversitet vernoemd naar M.K.Ammosov) of Staatsuniversiteit van Sacha is de enige universiteit in de Russische Oost-Siberische stad Jakoetsk. De universiteit werd gesticht in 1956 uit een pedagogische faculteit en is nu de grootste instelling voor hoger onderwijs van noordoostelijk Rusland. De universiteit heeft ongeveer 10.000 studenten, 800 man personeel en 3 onderzoeksinstituten; een medische, een voor financiën en economie en een pedagogisch instituut. De 10 faculteiten zijn gericht op wiskunde, natuurkunde, filologie, rechten en geschiedenis, vreemde talen, geologie en onderzoek naar bodemschatten, techniek en constructie.